# Han Soete
Han Soete (10 april 1968) is een Belgisch politiek activist, webjournalist, auteur en fotograaf. Daarnaast geeft hij occasioneel lezingen en neemt hij deel aan debatten.

## Biografie
Han Soete is de zoon van Lieven Soete, vanaf de jaren 60 een nauwe medewerker van PVDA-oprichter Ludo Martens, in wiens opdracht hij ook een Stalin-gezind boek schreef. Zoon Han studeerde productontwikkeling aan het instituut Henry Van de Velde in Antwerpen. Hij speelde een sleutelrol in de site- en contentmanagement van Indymedia Vlaanderen, waarvan hij in 2002 voorzitter was van de algemene vergadering. Op zijn Flickr-account noemt hij zichzelf een van de medeoprichters van deze nieuwswebsite voor burgerjournalistiek.
In 2001 kreeg hij een beurs van het Fonds Pascal Decroos voor Bijzondere Journalistiek waarmee hij in mei 2004 het Handboek media-activisme: "Don't hate the media, be the media!" publiceerde, het eerste Nederlandstalige boek met Creative Commons-licentie. Het boek ontstond in het kielzog van de andersglobalistische beweging en is een vivisectie over de beginperiode van Indymedia. In een interview in De Morgen van 28 augustus 2001 stelde hij: "Protest zat in mijn bloed. Ik ben geboren in 1968 in een 68'ers-gezin. Mijn pa was betrokken bij Amada en zit nu nog altijd bij de Partij van de Arbeid van België (PVDA). Als kind heb ik in mijn kinderwagentje aan alle grote betogingen meegedaan."
In 2003 redigeerde hij samen met Christophe Callewaert het boek RESIST! Veel meer dan een cultuurschok van Dyab Abou Jahjah en Zohra Othman. In 2003 stond hij op de 9de plaats van de lijst RESIST voor de kieskring Antwerpen en behaalde 238 stemmen. Hij voerde zijn persoonlijke campagne onder het motto "Stem niet voor mij", maar verklaarde in recente interviews, onder andere in Menzo, dat het de verkeerde manier was om racisme te bestrijden omdat "het door de kiezers werd ervaren als een provocatie". Soete was ook betrokken bij andere sociale bewegingen, manifestaties en acties. Hij stond mee aan de wieg van School Zonder Racisme, Studenten Tegen Racisme, Rock Against Racism (België), en later D14 en STOPUSA en schreef ook voor rekto:verso.
Op 1 maart 2010 werd Indymedia stopgezet om te herrijzen als DeWereldMorgen.be. Samen met Dirk Barrez trad Soete op als woordvoerder en coördinator van deze nieuwswebsite. In een interview van Jurgen Verstrepen voor het GUNKtv-programma Zwart/Wit stelde Soete dat ze los van de commerciële logica aan journalistiek willen doen en komt ervoor uit dat hun boodschap eveneens gekleurd is. In 2010 sprak Soete zich uit voor een miljonairstaks en in datzelfde jaar diende hij samen met Callewaert en Barrez een klacht in tegen De Groene Belg bij de Raad voor Journalistiek betreffende: "de kritiek van het e-zine op de banden van Soete en Callewaert met de PVDA en de manier waarop dat hun website kleurt." De klacht werd echter op 10 maart 2011 over de volledige lijn verworpen.
In juli 2013 stopte Soete als woordvoerder en coördinator bij DeWereldMorgen.be en GetBasic om vanaf augustus de PVDA verder te helpen uitbouwen. Begin 2014 werd hij er verantwoordelijk voor de partijmedia. Bij de Europese verkiezingen van 25 mei 2014 was hij lijstduwer voor PVDA+.
Sinds februari 2025 zetelt hij namens de PVDA in het Bijzonder comité voor de sociale dienst (BCSD) in Antwerpen.